# (9491) Thooft
(9491) Thooft (1205 T-1) – planetoida z pasa głównego okrążająca Słońce w ciągu 3,3 lat w średniej odległości 2,21 j.a. Odkryta 25 marca 1971 roku.